# Los juncos salvajes
Los juncos salvajes (tít. orig. Les Roseaux sauvages) es una película francesa dirigida por André Téchiné estrenada en 1994.
Con la guerra de Argelia de fondo, la película retrata el despertar a la sexualidad, a los afectos y al compromiso social por parte de unos adolescentes, y su entrada en el mundo adulto. También destaca por el tratamiento de la toma de conciencia de su homosexualidad en la figura del protagonista, interpretado por Gaël Morel (sosias del director de la cinta).

## Argumento
1962, en el Sudoeste de Francia. Dos adolescentes, François (Gaël Morel) y Maïté (Élodie Bouchez), acuden a una boda. Un militar se casa con una campesina para evitar volver a Argelia a hacer la guerra (retirada del país). Este le pide a la madre de Maïté, la Sra. Álvarez (Michèle Moretti), responsable de la célula local del partido comunista y profesora de su hermano, que le ayude a desertar, pero ella se niega porque el partido, al igual que el presidente De Gaulle, apoya la independencia. François se encuentra con el hermano del soldado, Serge (Stéphane Rideau), quien le pide ayuda para la asignatura de francés. François acepta y, al ir haciéndose más amigo de Serge, se da cuenta de que prefiere a los chicos. Se confía con Maïté quien no se siente atraída por nadie y rechaza de momento la sexualidad.
En un primer momento, parece que Serge responde bien a los deseos de François, pero después lo rechaza y empieza a interesarse por Maïté. François se siente atraído también por el compañero de habitación de Serge, Henri (Frédéric Gorny). Este, pied-noir, ha dejado Argelia, donde su padre ha muerto. Critica al presidente De Gaulle y se revela pro-OAS. Serge se entera, al ser requerido para salir de clase, de que su hermano ha muerto en Argelia. A partir de ese momento, profesará un odio encendido a Henri, que apoya el terrorismo contra la independencia, mientras que la madre de Maïté, destrozada por no haber querido ayudar al hermano de Serge, es ingresada para una cura de sueño.
Su sustituto en la escuela, el Sr. Morelli (Jacques Nolot) que también es pied-noir y está casado con una argelina, intenta ayudar a Henri a obtener el bachillerato. Pero este, indignado por la decisión de De Gaulle de renunciar a Argelia, decide abandonar la ciudad. Antes, quiere prender fuego al local del Partido Comunista Francés. Allí encuentra a Maïté, quien lo invita a entrar y a quien esconde sus intenciones iniciales. Discuten y descubren que se atraen mutuamente.
Al día siguiente, aburridos de esperar los resultados de los exámenes finales de bachillerato, François, Maïté y Serge deciden ir a bañarse al río. Se encuentran de camino con Henri, que aún no ha tomado el tren para dejar la ciudad. Esta última escena de baño estival es la ocasión de precisar las relaciones de cada uno con los demás.

## Premios
Premios del Círculo de Críticos de Cine de Nueva York
| Categoría                           | Resultado |
| ----------------------------------- | --------- |
| Mejor película en lengua extranjera | Ganadora  |

- Premio Louis-Delluc en 1994.
- Premios César 1995:
  - César a la mejor película
  - César al mejor director
  - César al mejor guion original o adaptación
- Premio a la Mejor Película Extranjera en Los Ángeles Film Critics Association Awards.